# Liodytes alleni
Liodytes alleni är en ormart som beskrevs av Garman 1874. Liodytes alleni ingår i släktet Liodytes och familjen snokar. IUCN kategoriserar arten globalt som livskraftig. Inga underarter finns listade i Catalogue of Life.
Arten förekommer i sydöstra USA i delstaterna Georgia och Florida. Den lever i träskmarker och nära vattenansamlingar och har bra simförmåga. Sällan når ormen bräckt vatten. Den vilar i naturliga håligheter under trädens rötter eller i bon som skapades av kräftor.